# Садовников, Александр Сергеевич
Александр Сергеевич Садовников (род. 21 сентября 1996 года) — российский пловец.

## Карьера
Родился и живёт в Калининграде. Тренер — В. П. Сапрыкин. Выступает за ЦСКА, ЦСП по плаванию (Волгоград).
На летних юношеских Олимпийских играх 2014 года в Нанкине завоевал золото в эстафете 4×100 метров, а также два серебра в комплексной эстафете 4×100 метров и на 100-метровке баттерфляем.
На юниорском чемпионате Европы 2014 года Садовников завоевал три золота — на дистанции 100 метров баттерфляем, в смешанной эстафете 4×100 метров и в эстафете 4×100 метров, а также серебро — на дистанции 50 метров баттерфляем.
Чемпион России на короткой воде 2015 года в комбинированной эстафете 4×100 метров, серебряный призёр на дистанции 100 метров баттерфляем.
Чемпион России 2016 года на дистанциях 50 и 100 метров. Бронзовый призёр в комбинированной эстафете 4х100 метров.
Победитель Всемирной Универсиады 2015 года в комбинированной эстафете 4х100 метров.
Победитель Всемирной Универсиады 2017 года в плавании на 100 м баттерфляем с результатом 51,81 секунды,
Участвовал в Олимпиаде 2016 года в Рио-де-Жанейро. На дистанции 100 метров баттерфляем был восьмым с результатом 51,84 с.
Выпускник Поволжской государственной академии физической культуры, спорта и туризма.